# 마타키촌
마타키촌(真滝村)은 이와테현 니시이와이군에 설치되었던 촌이다.

## 연혁
- 1875년 10월 17일 - 미즈사와현에 의한 촌락 통합에 따라 오니시카이 촌과 마키자와 촌이 합병해 마시바 촌이 되고, 이치노세키 촌·미즈노세키 촌이 합병해 이치노세키 촌이 됨.
- 1889년 4월 1일 - 정촌제 시행에 따라 마시바 촌·다키자와 촌·호젠지 촌 및 이치노세키 촌 중 옛 미노세키 촌역이 합병해 마타키 촌이 발족.
- 1948년 4월 1일 - 이치노세키 정·야마메 정·나카사토 촌과 합병해 이치노세키 시가 됨.

## 교통

### 철도
- 일본국유철도
  - 오후나토선:마타키역
  - 도호쿠 본선:역 없음

### 도로
- 국도 4호선